# 瓦尔多比亚代内
瓦尔多比亚代内（義大利語：Valdobbiadene），是意大利威尼托大区特雷维索省的一个市镇。总面积60.7平方公里，人口10843人，人口密度178.6人/平方公里（2009年）。国家统计（ISTAT）代码为026087。2019年以「科內利亞諾和瓦爾多比亞德內的普羅賽柯產地」的一部分獲列入世界遺產。

## 友好城市
- 匈牙利莫爾